# Oullim Spirra
Oullim Spirra – supersamochód klasy średniej produkowany pod południowokoreańską marką Oullim w latach 2008 – 2017.

## Historia i opis modelu
Studyjną zapowiedzią pierwszego południowokoreańskiego supersamochodu był pojazd Proto PS-II przedstawiony w 2001 roku, z kolei rok później przedstawiono pierwszą seryjną adaptację tej koncepcji o nazwie Proto Spirra.
Po tym, jak w 2006 roku południowokoreański koncern Oullim przejął Proto Motors, przedsiębiorstwo zmieniło nazwę na Oullim Motors, prezentując dwa lata później finalną, głęboko zmodernizowaną wersję Spirry. Produkcja pojazdu rozpoczęła się w 2008 roku, trwając przez kolejne 9 lat do 2017 roku.

### Sprzedaż
Poza rodzimym rynkiem południowokoreańskim, Oullim Spirra był też sprzedawany m.in. na wybranych rynkach europejskich oraz w Stanach Zjednoczonych, gdzie jego cena wynosiła ok. 74 tysiące dolarów.

### Spirra EV
W 2010 roku Oullim wyprodukowało specjalny egzemplarz Spirry o napędzie elektrycznym. Pojazd zapewniał przyśpieszenie od 0 do 100 km/h w 4 sekundy, maksymalną prędkość 200 km/h i ok. 200 kilometrów na jednym ładowaniu. 

### Silnik
- V6 2.7l Hyundai 600 KM